# 347 př. n. l.

## Úmrtí
- ? – Platón, řecký filozof
- ? – Archytas z Tarentu, starořecký matematik, astronom, politik a filozof (* 428 př. n. l.)

## Hlavy států
- Perská říše – Artaxerxés III. (359 – 338 př. n. l.)
- Egypt – Nachthareheb (360 – 342 př. n. l.)
- Bosporská říše – Spartacus II. (349 – 344 př. n. l.) a Pairisades I. (349 – 311 př. n. l.)
- Kappadokie – Ariarathes I. (350 – 331 př. n. l.)
- Bithýnie – Bas (376 – 326 př. n. l.)
- Sparta – Kleomenés II. (370 – 309 př. n. l.) a Archidámos III. (360 – 338 př. n. l.)
- Athény – Theophilus (348 – 347 př. n. l.) » Themistocles (347 – 346 př. n. l.)
- Makedonie – Filip II. (359 – 336 př. n. l.)
- Epirus – Arybbas (373 – 343 př. n. l.)
- Odryská Thrácie – Cersobleptes (359 – 341 př. n. l.) a Teres II. (351 – 342 př. n. l.)
- Římská republika – konzulové C. Plautius Venno a Titus Manlius Torquatus (347 př. n. l.)
- Syrakusy – Nysaeos (350 – 346 př. n. l.)
- Kartágo – Mago III. (375 – 344 př. n. l.)